# Колбек
Мыс Ко́лбек (англ. Cape Colbeck) — заметно выступающий покрытый льдом мыс, образующий северо-западную оконечность полуострова Эдуарда VII и Земли Мэри Бэрд в Антарктике.
Мыс был открыт в январе 1902 года экспедицией «Дискавери» и получил название в честь лейтенанта Уильяма Колбека, командовавшего вспомогательным судном Скотта «Морнинг».